# Maynardville
Maynardville is een plaats (city) in de Amerikaanse staat Tennessee, en valt bestuurlijk gezien onder Union County.

## Demografie
Bij de volkstelling in 2000 werd het aantal inwoners vastgesteld op 1782.
In 2006 is het aantal inwoners door het United States Census Bureau geschat op 1920, een stijging van 138 (7,7%).

## Geografie
Volgens het United States Census Bureau beslaat de plaats een oppervlakte van
14,0 km², geheel bestaande uit land. Maynardville ligt op ongeveer 331 m boven zeeniveau.

## Plaatsen in de nabije omgeving
De onderstaande figuur toont nabijgelegen plaatsen in een straal van 24 km rond Maynardville.